# Селище (Горишка)
Селище (словен. Selišče) — поселення в общині Толмин, Регіон Горишка, Словенія. Висота над рівнем моря: 211 м.